# José Hernández (metropolitana di Buenos Aires)
José Hernández è una stazione della linea D della metropolitana di Buenos Aires. Si trova sotto Avenida Cabildo, nel tratto compreso tra le calles Virrey del Pino e Virrey Olaguer y Feliú, al confine tra i quartieri di Belgrano e Colegiales. 

## Storia
La stazione fu inaugurata il 13 novembre 1998 alla presenza dell'allora capo del governo di Buenos Aires Fernando de la Rúa.

## Interscambi
Nelle vicinanze della stazione effettuano fermata diverse linee di autobus urbani ed interurbani.
- Fermata autobus

## Servizi
La stazione dispone di:
- Biglietteria a sportello
- Biglietteria automatica